# Strecktalpark
Der Strecktalpark ist ein rund 15 Hektar großer Park in Pirmasens.

## Lage
Der Strecktalpark befindet sich am westlichen Stadtrand im namensgebenden Strecktal zwischen dem Viertel Schachen im Norden und dem Winzler Viertel im Süden. Ganz im Westen wird der Parkbereich von der denkmalgeschützten Streckbrücke überspannt. In diesem Bereich liegt die Quelle des Streckbachs, der den rechten Quellfluss des Blümelsbach bildet.

## Geschichte
Die Errichtung des Parks wurde ab 1998 geplant. Er entstand auf einer Industriebrache, die im Zuge der gescheiterten Bewerbung um die Landesgartenschau 2000 renaturiert wurde. Maßgeblicher Initiator war der damalige Pirmasenser Oberbürgermeister Joseph Krekeler. Auf dem Gelände befand sich früher eine Gerberei. Es entstand eine Parkanlage mit mehreren Erholungsmöglichkeiten, die 2001 eröffnet wurde.

## Gestaltung
Der Park beinhaltet einen künstlich aufgestauten Weiher und außerdem seit 2014 mehrere Außenexponate des nahen Dynamikums. Hinzu kommen außerdem ein Kneippbecken, ein Wasserspielplatz, eine „Sandstein-Burg“ für Kinder, ein Beachvolleyball- sowie ein Basketballfeld.

## Veranstaltungen
Im Park wird die Messe LebensArt als Außenmesse der Messe Pirmasens veranstaltet.